# Hären (sjö)
Hären är en sjö i Gnosjö kommun, sydväst om Gnosjö, i Småland och ingår i Nissans huvudavrinningsområde. Sjön är 11 meter djup, har en yta på 4 kvadratkilometer och befinner sig 163 meter över havet. Hären är en näringsfattig sjö.  Vattnet är brunt på grund av humus. Sjön omges till största del av barrskog. Sjöns utlopp är Anderstorpsån som förenar sig med Nissan 25 km nedströms från Hären. Sjön avvattnas av vattendraget Anderstorpaån (Gåröström). Vid provfiske har bland annat abborre, braxen, gers och gädda fångats i sjön.

## Delavrinningsområde
Hären ingår i delavrinningsområde (635591-137345) som SMHI kallar för Utloppet av Hären. Delavrinningsområdets medelhöjd är 196 meter över havet och ytan är 18,29 kvadratkilometer. Räknas de 8 delavrinningsområdena uppströms in blir den ackumulerade arean 106,74 kvadratkilometer. Anderstorpaån (Gåröström) som avvattnar delavrinningsområdets har biflödesordning 2, vilket innebär vattnet flödar genom totalt 2 vattendrag innan det når havet efter 124 kilometer. Delavrinningsområdet består mestadels av skog (65 procent). Avrinningsområdet har 4,28 kvadratkilometer vattenytor vilket ger det en sjöprocent på 23,4 procent.

## Fisk
Vid provfiske har följande fisk fångats i sjön:
- Abborre
- Braxen
- Gärs
- Gädda
- Gös
- Karpfisk obestämd
- Löja
- Mört
- Sutare